# Constantine Louloudis
Constantine Louloudis, född den 15 september 1991 i London i Storbritannien, är en brittisk roddare.
Han tog OS-brons i åtta med styrman i samband med de olympiska roddtävlingarna 2012 i London.
Vid de olympiska roddtävlingarna 2016 i Rio de Janeiro tog han guld i fyra utan styrman.